# Крайний (вулкан)
Крайний — потухший вулкан в центральной части Камчатки, относится к Срединному хребту.
Вулкан расположен на восточном склоне Срединного хребта, на правобережье реки Анавгай. Абсолютная высота — 1568 м, относительная — 750 м. Форма вулкана представляет собой пологий щит. Конус вулкана заканчивается двумя вершинами. В географическом плане вулканическое сооружение имеет вытянутую в меридиональном направлении форму с осями 8 × 13 км, объем изверженного материала 25 км³. Возраст вулкана — современный (голоценовый). Дата последнего извержения неизвестна.